# Stenoma agraria
Stenoma agraria es una especie de polilla del género Stenoma, orden Lepidoptera.
Fue descrita científicamente por Meyrick en 1925.

## Descripción
Mide 20-22 mm.